# كاريل هيربست
كاريل هيربست (بالتشيكية: Karel Herbst)‏ هو كاهن كاثوليكي تشيكي، ولد في 6 نوفمبر 1943 في براغ في التشيك.